# Die sieben Todsünden (Ballett)
Die sieben Todsünden ist ein satirisches Ballett mit Gesang in sieben Bildern mit Prolog und Epilog von George Balanchine (Choreographie), Bertolt Brecht (Libretto) und Kurt Weill (Musik). Die Ausstattung besorgte Caspar Neher. Uraufgeführt wurde das Werk am 7. Juni 1933 am Théâtre des Champs-Élysées in Paris mit Lotte Lenya und Tilly Losch in den Hauptrollen sowie Otto von Pasetti-Friedenburg als erstem Tenor unter der musikalischen Leitung von Maurice Abravanel. Später erweiterte Brecht den Titel des Balletts in Die sieben Todsünden der Kleinbürger.

## Handlung

### Prolog
Anna I erklärt im Lied der Schwester, dass sie und Anna II eigentlich nur eine Person seien und jede nur mache, was für die andere gut sei. Anna I verkörpert die Verkäuferin; Anna II symbolisiert die Ware. Auf ihrer gemeinsamen Tour durch sieben amerikanische Städte sollen die Schwestern auf Geheiß ihrer Familie (Vater, Mutter und zwei Brüder, dargestellt von einem Männerquartett, das am Bühnenrand sitzt) so viel Geld verdienen, dass es für ein Eigenheim reiche.

### Erstes Bild: Faulheit
Anna II geht in einem Park auf ein Ehepaar zu und gibt vor, der Mann sei ein alter Bekannter von ihr. Anna I tut so, als wäre sie von dem Handeln ihrer Schwester peinlich berührt. Während sich Anna II auf die Frau stürzt, erpresst Anna I Geld von dem Ehemann. Diesen Trick wenden die Schwestern mehrmals an, bis Anna II auf einer Bank einschläft.

### Zweites Bild: Stolz
In einem Kabarett in Memphis gibt sich Anna II alle Mühe, die fünf Gäste mit ihren Tänzen aufzumuntern. Diese aber ödet die von ihr abgezogene Nummer nur an. Der Besitzer des Etablissements ersetzt Anna II durch ein ordinäres altes Weib, das sexuell aufreizend tanzt und die Gäste zu Beifallsstürmen hinreißt. Daraufhin kürzt Anna I den Rock ihrer Schwester bis weit über die Knie. Erneut auf der Bühne tanzend wird ihr der Erfolg nicht mehr versagt.

### Drittes Bild: Zorn
Ein Filmstudio in Hollywood hat Anna II als Statistin engagiert. Der Star des Films ist außer sich, weil ihm sein Pferd nicht gehorcht. Daraufhin drischt er so lange auf das Tier ein, bis es zusammenbricht. In einem Zornesausbruch stürzt sich Anna II auf den Schauspieler und bearbeitet ihn mit den Fäusten, was ihre Entlassung zur Folge hat. Anna I befiehlt ihrer Schwester, demütig Reue zu zeigen. Anna II befolgt den Rat, fällt vor dem Star auf die Knie und küsst ihm die Hand. Jetzt wird sie wieder in das Ensemble aufgenommen.

### Viertes Bild: Völlerei
Hollywood hat Anna II zu einer gefeierten Diva gemacht. Sie musste sich allerdings vertraglich verpflichten, nicht zuzunehmen. Als sie bei einem Gastspiel in Philadelphia ihr Gewicht kontrolliert, zeigt die Waage ein Gramm zu viel an. Daraufhin lässt Anna I ihre Schwester von Killern überwachen.

### Fünftes Bild: Unzucht
Ihre Reise hat die Schwestern nach Boston geführt. Anna II lässt sich von dem reichen Edward aushalten und gibt ihren Lohn dem Gigolo Fernando, den sie liebt. Darüber geraten die Schwestern in Streit und prügeln sich auf offener Straße. Anna II zieht den Kürzeren, gibt dem mittellosen Fernando den Laufpass und kehrt zu ihrem reichen Liebhaber zurück.

### Sechstes Bild: Habsucht
Edward hat seine Geliebte und deren Schwester nach Baltimore begleitet. Als er merkt, dass er von Anna II nur um seines Geldes willen in ihrer Nähe geduldet wird, ist es für eine Umkehr bereits zu spät. Finanziell vollkommen ruiniert gibt er sich den Todesschuss.
Dem nächsten Mann, an den sich Anna II heranmacht, ergeht es nicht anders. Doch damit nicht genug: Auch ihren dritten Liebhaber hat sie bald so weit gebracht, dass er freiwillig aus dem Leben scheiden will. Jetzt aber bekommt Anna I ein schlechtes Gewissen. Sie kann nicht mehr verantworten, dass sich plötzlich alle ehrbaren Mitmenschen von ihrer einst so hoch gerühmten Schwester abwenden. Sie erstattet dem verzweifelten Mann seinen Verlust und setzt mit Anna II die Reise fort.

### Siebtes Bild: Neid
In San Francisco beobachtet Anna II neidvoll andere Mädchen, die aussehen wie sie selbst, lauter Todsünden begehen und dabei einen glücklichen Eindruck machen. Trotzdem fasst sie den Entschluss, in ein tugendhaftes Leben zurückzukehren. Dabei befreit sie sich von ihrer seelischen Last und sieht, wie die anderen Annas zusehends verfallen.

### Epilog
Anna I stimmt ihr letztes Lied an:
Darauf kehrten wir zurück nach Louisiana,

Wo die Wasser des Mississippi unterm Monde fließen.

Sieben Jahre waren wir in den Städten,

Unser Glück zu versuchen.

Jetzt haben wir's geschafft.

Jetzt steht es da, unser kleines Haus in Louisiana.

Jetzt kehren wir zurück in unser kleines Haus

Am Mississippi-Fluss in Louisiana.

Nicht wahr, Anna?

Ja, Anna.